# 東灣 (西貢)
東灣（英語：Tung Wan）位於香港西貢東郊野公園的海灣，為西貢大浪灣四大海灣（西灣、鹹田灣、大灣、東灣四個海灣的統稱）之一。

## 地理
東灣對上的山峰為東灣山，高298米。東灣山左連米粉頂上攀蚺蛇尖，右臨東面長咀。東灣位處香港幾乎最東端的海端，位置偏僻，一般從大灣經崎嶇山路到達。
東灣細小且地形較平，潮漲時容易淹沒，故在大浪灣之中並非適宜露營的地點。遊人須要留意東灣並不是香港郊野公園指定露營地點。根據《郊野公園及特別地區規例》，在郊野公園指定地點以外的非法露營者，最高可罰款2000元及監禁三個月。 最近東灣的指定露營點是在鹹田灣。
除此之外，東灣有一潟湖從東灣山流出。